# Letni deszcz (film 1967)
Letni deszcz (ros. Июльский дождь) – radziecki melodramat z 1966 roku w reżyserii Marlena Chucyjewa.

## Opis fabuły
Historia bliskiej znajomości dwojga młodych ludzi żyjących w Moskwie – Leny i Wołodii. W ciągu kilku miesięcy, pod wpływem różnych wydarzeń w jej życiu, wrażliwa i niezależna kobieta uświadamia sobie, że tak naprawdę z karierowiczem i oportunistą Wołodią nic ją nie łączy. Odrzuca jego propozycję małżeństwa.

## Obsada aktorska
- Jewgenija Urałowa – Lena
- Aleksandr Bielawski – Wołodia
- Jurij Wizbor – Alik
- Jewgenija Kozyriewa – matka Leny
- Aleksandr Mitta – Władik
- Ilia Wylinkin – Żenia
- Jurij Ilczuk – Lowa
- Ałła Pokrowska – Lola Kurichina
- Boris Biełousow – Szapowałow
- Walerija Bieskowa – żona Szapoławowa
- Walentyna Szarykina – Lusia
- Witalij Bieliakow – Jura

i inni.

## O filmie
W 'Letnim deszczu', podobnie jak w wielu innych filmach drugiej połowy lat sześćdziesiątych, rozbrzmiewa wołanie o romantyczność, o wielkość przeżyć i doznań, o wysoką temperaturę uczuć. Na przykładzie historii Leny i Wołodii, historii pospolitej i zwyczajnej przecież, Chucyjew pokazuje miałkość uczuć nieautentycznych, wzajemną obcość, mijanie się kobiety i mężczyzny, konwencjonalność słów, gestów i zachowań, poza którymi kryją się nic nie znaczące treści.

Kolejny film Marlena Chucyjewa – radzieckiego reżysera o uznanej renomie twórcy filmów o problematyce moralno-obyczajowej (Wiosna na ulicy Zarzecznej, Bądź moim synem, Mam 20 lat) – w momencie premiery zyskał sobie pochlebne recenzje krytyków. Był to jednak "łabędzi śpiew" radzieckich recenzentów końcowego czasu "odwilży". W sierpniu 1967 roku Sowietskaja kultura opublikowała list Rostisława Jurieniewa krytykujący zarówno sam film, jak i jego twórcę. Czołowy radziecki "aparatczyk" w dziedzinie filmu zarzucał obrazowi "słabą dramaturgię" i "pretensjonalną reżyserię". To wystarczyło, aby film trafił "na półkę".
Jednak po latach chwalono typową dla Chucyjewa "pieczołowitość w odtworzeniu realiów". Obraz identyfikowano jako bliski nurtowi francuskiej nowej fali.
Sam list Jureniewa – zdaniem współczesnego krytyka rosyjskiego Mirona Czernienki – był przykładem tego jak "konsekwentnie i naturalnie, bez premedytacji, bez intryg [...] oficjalna krytyka lat sześćdziesiątych wpływała na losy rodzimego kina".
Chwalono Jewgienię Urałową – odtwórczynię głównej roli kobiecej, dla której była ona debiutem filmowym. Główną rolę męską zagrał Aleksandr Bielawski (radziecki aktor, dzięki swoim rolom w polskich produkcjach dość łatwo rozpoznawalny w Polsce). Jednak zanim Chucyjew ją mu powierzył, poszukując odpowiedniej twarzy, przez przypadek natrafił na Walerija Woronina, jednego z czołowych piłkarzy radzieckich. Ten jednak propozycję zagrania w filmie Chucyjewa odrzucił, powołując się na napięty terminarz imprez sportowych z jego udziałem.
Film jest uznawany za jedno z najważniejszych osiągnięć scenarzysty Anatolija Griebniowa. Uznanie krytyków zyskało nowatorstwo formy montażu, opartego na wtopieniu dramatu głównej bohaterki w rytm wielkomiejskiego życia. "Pejzaż ulic, twarze przypadkowych przechodniów, klimat moskiewskich wieczorów i świtów odgrywają zasadnicza rolę w Letnim deszczu – pisała Maria Kornatowska.